# چری هیل، شهرستان پری، آرکانزاس
چری هیل (به انگلیسی: Cherry Hill) یک منطقهٔ مسکونی در ایالات متحده آمریکا است که در آرکانزاس واقع شده است. چری هیل ۱۰۶٫۹۹ متر بالاتر از سطح دریا قرار دارد.